# Имбернон, Ричард
Ричард Имбернон Риос (кат. Richard Imbernón Rios; 21 декабря 1975, Андорра-ла-Велья, Андорра) — андоррский футболист, полузащитник. C 2013 по 2018 годы — тренер клуба «Санта-Колома».
Выступал за ряд андоррских клубов и национальную сборную Андорры.

## Биография

### Клубная карьера
В сезоне 1997/98 Имбернон играл за «Андорру» из Андорра-ла-Вельи, которая выступала в низших дивизионах Испании. Летом 1998 года перешёл в андоррский клуб «Принсипат». В июле 1998 года провёл две игры в первом отборочном раунде Кубка УЕФА против венгерского «Ференцвароша». В итоге «Принсипат» не прошёл в следующий раунд, уступив со счётом (1:14). В сезоне 1998/99 «Принсипат» оформил золотой дубль, выиграв чемпионат и Кубок Андорры. В августе 1999 года сыграл в двух играх предварительного раунда Кубка УЕФА против норвежского «Викинга». Андоррцы уступили со счётом (0:18) и покинули турнир.
В августе 2000 года играл за «Констелласьо Эспортива» в предварительном раунде Кубка УЕФА против испанского «Райо Вальекано». Имбернон провёл 2 игры, а андоррцы проиграли со счётом (0:16). В 2004 году перешёл в «Сан-Жулию». В июне 2004 года в первом раунде Кубка Интертото Ричард Имбернон провёл 1 игру против «Смедерево» (0:8), во второй игре андоррцы также уступили (0:3) и покинули турнир. Вновь в еврокубках Имбернон выступил 24 июня 2006 года в Кубке Интертото против словенского «Марибора» (0:5). В следующей игре «Сан-Жулиа» вновь уступила (0:5) и вылетела из розыгрыша кубка. В 2007 году завершил карьеру игрока в стане команды «Атлетик» из населённого пункта Эскальдес-Энгордань.

### Карьера в сборной
В 1998 году главный тренер национальной сборной Андорры Маноэл Милуир пригласил Имбернона в стан команды. Тогда Ричарду было 23 года. 29 июня 1998 года дебютировал в составе Андорры в товарищеской игре против Литвы (0:4), Имбернон вышел на 54 минуте вместо Ильдефонса Лимы. В следующий раз он сыграл за сборную 27 марта 1999 года в квалификации на чемпионат Европы 2000 против Исландии (0:2). Имбернон вышел в конце игры на 83 минуте вместо Хусто Руиса, а спустя две минуты Ричард получил жёлтую карточку.
Всего за сборную карликового государства, которая является одним из аутсайдеров мирового футбола, Имбернон провёл 2 игры.

### Тренерская карьера
Некоторое время являлся тренером в клубе «Андорра». В июне 2011 года являлся одним из основных претендентов на пост главного тренера в «Андорре». В декабре 2011 года покинул стан «Андорры».
В начале сезона 2013/14 возглавил андоррскую команду «Санта-Колома». Вместе с командой по итогам сезона стал чемпионом и полуфиналистом Кубка Андорры. В сезоне 2014/15 впервые в своей истории «Санта-Колома» прошла в следующий раунд еврокубков, одолев в первом квалификационном раунде Лиги чемпионов армянский «Бананц» за счёт гола, забитого на чужом поле (1:0 и 2:3). Решающий гол на 95-й минуте второго матча забил вратарь Элой Казальс. Во втором раунде команда играла против «Маккаби» из Тель-Авива. По сумме двух матчей израильтяне одержали победу (3:0). Суперкубок Андорры 2014 завершился поражением от «Сан-Жулии» (0:1).
В сезоне 2014/15 «Санта-Колома» была одной из самых результативных команд Европы. По итогам чемпионата команда завоевала золотые медали. 10 мая 2015 года «Санта-Колома» сыграла в финале Кубка Андорры против «Сан-Жулии» и уступила со счётом (1:1 в основное время и 4:5 по пенальти).

## Достижения

### Как игрок
- Чемпион Андорры (1): 1998/99
- Обладатель Кубка Андорры (1): 1999

### Как тренер
- Чемпион Андорры (4): 2013/14, 2014/15, 2015/16, 2016/17, 2017/18
- Финалист Кубка Андорры (1): 2015
- Обладатель Суперкубка Андорры (1): 2015

## Вне футбола
Помимо футбола Ричард Имбернон занимается преподавательской деятельностью. Также он написал несколько книг.